# Taillette
Taillette település Franciaországban, Ardennes megyében. Lakosainak száma 405 fő (2022. január 1.). Taillette Éteignières, Gué-d’Hossus, Maubert-Fontaine, Regniowez, Rocroi és Sévigny-la-Forêt községekkel határos.

## Népesség
A település népessége az elmúlt években az alábbi módon változott:
| Lakosok száma | 316  | 240  | 262  | 358  | 394  | 399  | 402  | 407  | 402  | 405  |
|               | 1968 | 1982 | 1990 | 2006 | 2013 | 2015 | 2017 | 2019 | 2020 | 2022 |